# Gotō (Nagasaki)
Gotō (五島市 Gotō-shi?) es una ciudad en la prefectura de Nagasaki, Japón. Abarca la parte suroeste de las islas Gotō en el mar de la China Oriental, se ubica a unos 100 kilómetros de la ciudad de Nagasaki. La ciudad de Gotō se compone en 11 islas habitadas y 52 islas no habitadas. Las principales tres islas de la ciudad son la isla Fukue, isla Hisaka, y la isla Naru.

## Historia
El área donde ahora se encuentra la ciudad de Gotō era un puerto en la ruta entre Japón y la China de la dinastía Tang durante el período Nara. El notable prelado budista Kukai estuvo en Gotō en 806. Las islas cayeron bajo control del clan Gotō del período Muromachi y fue la localización de una intensa actividad misionera que tuvo lugar a finales del siglo XVI, la cual convirtió a la mayoría de la población al catolicismo (Kirishitan). Después del inicio del reinado Tokugawa bakufu, el área fue parte del dominio Fukue en el período Edo. La ciudad de Fukue se estableció en 1954. La mayor parte del pueblo fue destruido en un incendio en 1962.
La moderna ciudad de Gotō se estableció el 1 de agosto de 2004, después de la absorción de la ciudad de Fukue con los pueblos vecinos de Kishiku, Miiraku, Naru, Tamanoura y Tomie, todos del distrito de Minamimatsuura.

## Eventos
Gotō es la sede del evento deportivo Ironman Triatlón. Este triatlón se estableció en el año de 2001, y en el maratón del 2010 arrancó el día 13 de junio. Es una manera de acceso al campeonato mundial de Ironman en Hawái.

## Transporte
El aeropuerto Gotō-Fukue se encuentra en la ciudad de Fukue. Fue establecido en 1963 para servir como aeropuerto regional.